# Жан I де Крой
Жан I де Крой (фр. Jean I de Croÿ; ум. 25 октября 1415, Азенкур) — французский военный и государственный деятель, участник Столетней войны.

## Биография
Сын Гийома I де Кроя и Изабо де Ранти.
Сир де Крой, Ранти (фр.), Сенеген (фр.), Арен, рыцарь, советник и камергер короля Франции и герцогов Бургундии Филиппа Храброго и Жана Бесстрашного.
В 1376—1377 годах служил в войсках в Нижней Нормандии, действовавших против англичан и Карла Злого. В 1378 действовал под командованием сеньора де Ла Ривьера, затем Ангеррана VII де Куси. 6 сентября 1380 в Шартре и 9 мая 1382 в Пон-Сен-Мексансе получал подразделения из двух рыцарей и девяти оруженосцев.
27 ноября 1382 года под командованием сеньора де Куси сражался с восставшими фламандцами в битве при Розбеке.
18 августа 1397 года добился позволения восстановить полученный от матери замок Ранти, срытый за 60 лет до этого. Тогда же стал приближенным герцога Филиппа Храброго, от которого в 1401 году получил 500 ливров пенсиона, а в 1405 году от его наследника губернаторство в Артуа, где собрал 120 тяжеловооруженных всадников для обороны фламандской границы от англичан.
В 1406 году под командованием графа Неверского участвовал в походе на помощь Антуану Бургундскому, герцогу Лимбурга, против льежцев и маастрихтцев.
В 1408 году в составе армии герцога участвовал в войне с льежцами, восставшими против своего епископа Иоганна Баварского, которого они осадили в Маастрихте. Принял участие в сражении на равнине Оте, между Льежем и Тонгереном, где бургундцы 23 сентября разгромили восставших, и разделил с сеньорами де Сен-Жоржем, де Вавреном, де Нуайелем, де Куртьямблем и де Бонньером герцогский дар в 10 тыс. золотых экю самым отличившимся. В том же году вместе с графом де Эно был направлен с посольством в Париж.
В 1410 году возглавлял посольство, направленное герцогом Бургундским по приказу королевского совета, королевы и герцога Гиенского к герцогу Беррийскому от имени Карла VI, впавшего в очередной затяжной приступ безумия. По дороге был схвачен людьми герцога Орлеанского и брошен в узилище в Блуа по подозрению в организации убийства их господина, и участии в самом убийстве. Был подвергнут жестоким пыткам, в результате чего у него слезли ногти на руках и ногах.
Чтобы вызволить отца, его второй сын Жан напал на Монсо в графстве Э, захватил там детей герцога де Бурбона и семь месяцев удерживал их как заложников в Ранти.
После 13 месяцев заключения был освобожден по просьбе герцогини Бурбонской, и доставлен в Париж, где 27 октября 1411 получил роту из трех рыцарей, 35 оруженосцев и 64 лучников. Продолжил службу у герцога Бургундского, назначившего его своим лейтенантом, капитаном и хранителем города и замка Кротуа с 2 000 ливров жалования для содержания тридцати арбалетчиков.
Жан Младший после освобождения отца отправил детей Бурбона к герцогу Беррийскому.
9 февраля 1412 герцог добился для Жана должности великого кравчего Франции, на которой тот сменил Валерана де Люксембурга. 10 марта сеньор де Крой принес присягу. Сохранял должность до своей смерти, хотя 6 октября 1413 года группировка арманьяков добилась назначения в противовес бургундскому ставленнику своего человека — Роберта де Бара, графа Марля и Суассона.
24 февраля Жан Бесстрашный назначил де Кроя губернатором графства Булонского и всех земель графини Жанны Булонской, жены герцога Беррийского.
Получил в дар землю Ганделю, конфискованную у герцога Орлеанского, и много других владений, отобранных бургиньонами у его приверженцев. В 1412 году вместе с герцогом принял участие в осаде Буржа войсками короля, у которого наступила ремиссия, приведя 35 рыцарей, 312 оруженосцев и 247 стрелков. Затем служил под командованием коннетабля во Фландрии и на пикардийской границе.
В знак признательности за услуги и в вознаграждение за потерю Ганделю и других земель, возвращенных по условиям Буржского мира, король в январе 1413 пожаловал ему землю Борен, оставив за собой право выкупа.
В том же году Жан Младший был арестован по приказу королевы Изабо и помещен в замок Монлери. Отец направил ему на помощь вооруженный отряд, вызволивший пленника.
В 1414 году Жан де Крой командовал войсками, посланными герцогом Бургундским на помощь Аррасу, осажденному королём. Этот поход завершился подписанием мира. Был убит вместе с двумя сыновьями на службе Франции в битве при Азенкуре, и погребен в аббатстве Сен-Бертен в Сент-Омере.

## Семья
Жена (1384): Маргарита (Мария) де Краон (1368—1420), дама де Тур-сюр-Марн, дочь Жана I де Крана, сеньора де Доммар, и Марии де Шатийон, вдова Бернара де Дормана
Дети:
- Аршамбо де Крой. Убит 25.10.1415 при Азенкуре. Был холост
- Жан де Крой. Убит 25.10.1415 при Азенкуре. Был холост
- Антуан I де Крой Великий (ок. 1385/1390—21.09.1475), сир де Крой, граф де Порсеан. Жена 1): Мария де Рубе, дама д’Обанкур (ум. до 1432), дочь Жана V де Рубе, сеньора ван Херзеле, и Аньес де Ланнуа; 2): (5.10.1432): Маргарита Лотарингская (ум. до 1474), дама д’Арсхот, Хеверле и Бьербек, дочь Антуана Лотарингского, графа де Водемон, и Марии д’Аркур
- Гийом де Крой (ум. в малолетстве)
- Филипп де Крой (ум. в малолетстве)
- Мишель де Крой (ум. в малолетстве)
- Жан II де Крой (ок. 1395—1472), сеньор де Шиме. Жена (20.11.1428): Мария де Лален (1405—1474), дама де Кьеврен, дочь Симона III де Лалена, сеньора де Кьеврен, и Изабо де Барбансон
- Леон де Крой. Великий бальи Эно
- Жанна де Крой. Муж 1): Жан I де Ланнуа; 2): Жан де Сомбресс
- Аньес де Крой. Придворная дама Изабеллы Португальской, герцогини Бургундии. Любовница Жана Бесстрашного, мать бастарда Жана Бургундского (ум. 1479), епископа Камбре, архиепископа Трира
- Жаклин де Крой, дама де Бьевр. Муж: Антуан де Рюбампре, сеньор д’Оти (ум. 1453)
- Мари-Луиза де Крой. Муж: Луи де Бурнель, сеньор де Тьемброн (ум. после 1444)
- Жанна де Крой (ум. после 20.06.1493). Муж: Жан IV де Бовуар, сеньор д’Авелюи
- Изабелла де Крой (ум. в малолетстве)
- Шарлотта де Крой (ум. в малолетстве)
- Маргарита де Крой (ум. в малолетстве)
- Анна де Крой (ум. в малолетстве)